# Sobieszewska Pastwa

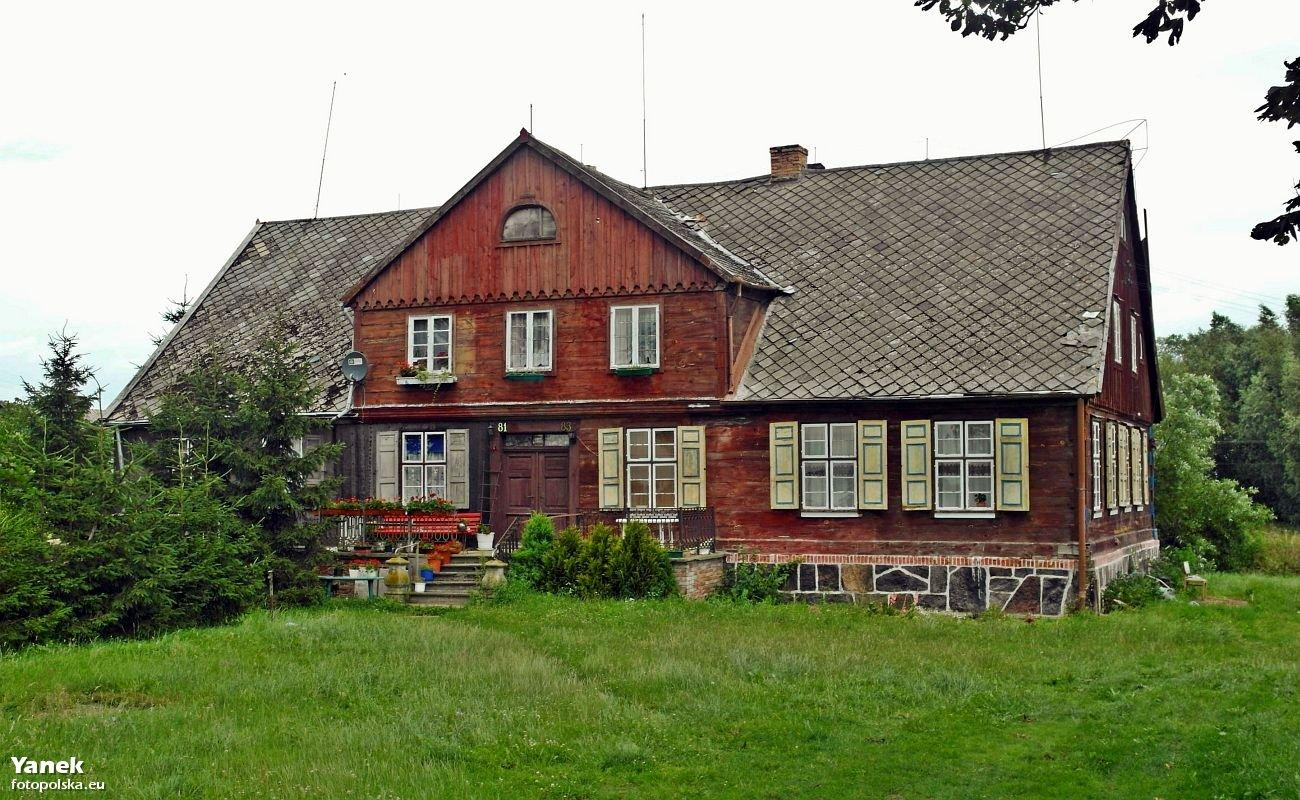
Ul. Przegalińska 81, 2012

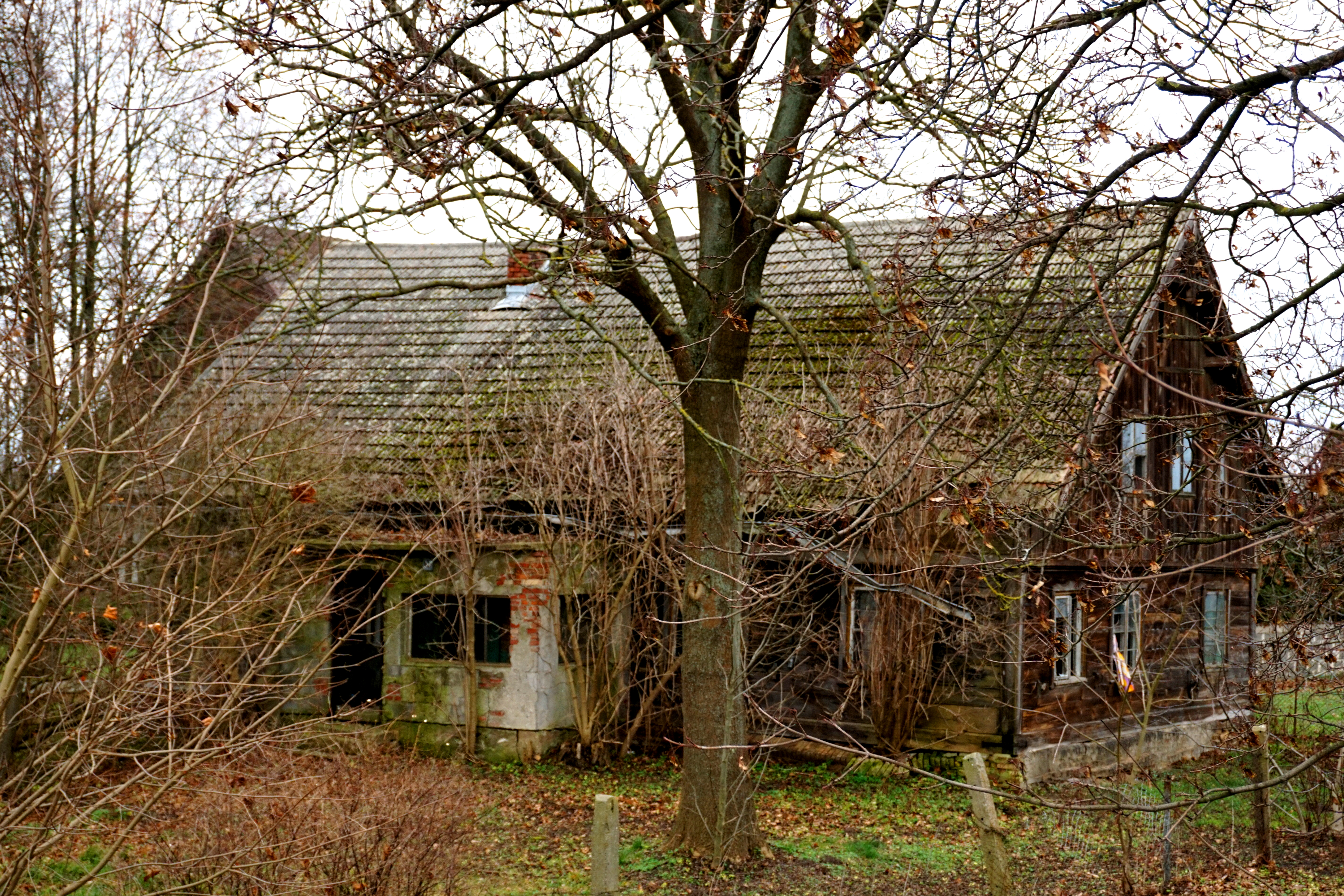
Ul. Przegalińska 55, 2020

Sobieszewska Pastwa (deutsch Bohnsackerweide, kaschubisch Bąsôksczé Pastwiszcze) ist eine Siedlung im Danziger Stadtbezirk Wyspa Sobieszewska in der Woiwodschaft Pommern in Polen.

## Geographie
Der Ort liegt im Żuławy Wiślane (Weichsel-Nogat-Delta) auf dem rechten Ufer der Martwa Wisła (Tote Weichsel) im Süden der Wyspa Sobieszewska (Bohnsacker Insel bzw. Nehrung und Neue Binnennehrung), etwa 17 Kilometer von der Stadtmitte Danzigs entfernt. Nordöstlich schließt sich am Ufer der Weichsel die Siedlung Sobieszewko (Bohnsacker Pfarrdorf) an. Östlich grenzt die Siedlung an das ehemalige Danziger Gut Wieniec (Kronenhof) mit der (Kronhöfer) Freiheit an der Weichsel. Nordöstlich liegt mit dem Badeort Sobieszewo (Bohnsack) der Hauptort des Stadtbezirks. Im Westen liegt auf dem jenseitigen Ufer des Flusses Wiślinka (Weßlinken).

## Geschichte
Bohnsack wurde 1410 als Bonensack erwähnt. Es war seit 1454 ein Kirchdorf der Stadt Danzig. Der Krug Kateffke wurde 1530 und 1554 erwähnt. Krüge dienten meist auch als Wachhaus für den Deich. Bohnsackerweide wurde dort 1622 auf einem verpachteten Grundstück der Stadt gegründet. Im 16. Jahrhundert war es im Besitz der Danziger Familie Weyde (Wieder). Daher hieß es 1634 Ratsweyde und verfügte über fünf von Holländern bewohnte Höfe. Mit der zweiten Polnischen Teilung wurde das Gebiet der Stadt Danzig 1793 von Preußen annektiert. Der Nachbarort wurde 1793 als Bohnsacker Pfarrdorf gegründet. In den Jahren von 1807 bis 1813 gehörte Bohnsackerweide zur Republik Danzig. Im Jahr 1819 hatte es zehn Häuser und 104 Einwohner. Das Gebiet südlich des Dünenstreifens der Nehrung war Landgewinnungsmaßnahmen unterworfen. Mit der Schließung des Deichs um die ehemalige Außennehrung wurde es im 19. Jahrhundert zur Neuen Binnennehrung, im Gegensatz zur Alten Binnennehrung bei Steegen. Die Deiche zogen sich 1885 von Bohnsack bis nach Fischerbabke.
Am 1. Januar 1874 wurde die Kreisordnung für die Provinz Preußen eingeführt, diese wurde vier Jahre später wieder in die Provinzen Ost- und Westpreußen geteilt. Am 25. April 1874 wurde der Amtsbezirk Einlage gebildet. Bohnsackerweide war eine Landgemeinde im Landkreis Danzig (ab 1887 Kreis Danziger Niederung). Die Einwohnerzahl sank von 149 (in 1885) auf 116 (1905) und 109 (1910) ab. Zuständig war das Amtsgericht Danzig. Evangelische waren nach Bohnsack eingepfarrt, für Katholiken nach Fürstenwerder. Die Pfarrkirche in Sobieszewo wurde 1947 katholisch geweiht.
Kreis und Amtsbezirk wurden gemäß den Bestimmungen des Friedensvertrags von Versailles am 10. Januar 1920 an die Freie Stadt Danzig abgetreten. Die Einwohnerzahl stieg 1923 auf 151 (in 22 Häusern) an, sechs Jahre später betrug sie 145. Nach dem deutschen Überfall auf Polen kam das Gebiet von 1939 bis 1945 völkerrechtswidrig zum Reichsgau Danzig-Westpreußen und in der Folge des Zweiten Weltkriegs an die Republik Polen. Die deutschen Ortsbewohner wurden vertrieben. Ein beträchtlicher Teil war jedoch geflohen, da die Nehrung von März bis Mai 1945 zum Kampfgebiet gehörte. Der Ort wurde 1945 in Wola Bąsacka und 1947 in Sobieszewska Pastwa umbenannt. Im Jahr 1950 hatte der Ort elf Bauernhöfe und 68 Einwohner. Am 1. Januar 1973 wurde das Gebiet bis zum Weichseldurchstich in die Verwaltungsgrenzen der Stadt Danzig eingegliedert.

## Baudenkmale
Unter Denkmalschutz stehen zwei Holzhäuser. Das Bauernhaus ulica Przegalińska «55» stammt von 1740 und wurde 1864 umgebaut. Ein weiteres Bauernhaus an der ulica Przegalińska «81» ist ein Jahr jünger. Ein Umbau erfolgte im 19. Jahrhundert. Es sind dort auch Nebengebäude erhalten.

## Verkehr
Sobieszewo liegt an der Woiwodschaftsstraße 501 von Danzig nach Krynica Morska (Kahlberg-Liep). Sobieszewska Pastwa ist an den städtischen Busverkehr angebunden.